# Kazukuru
Kazukuru är ett utdött språk som tidigare talades i västra delen av New Georgia. Det har tidigare klassificerats som papuanskt, men Michael Dunn och Malcolm Ross har argumenterat för att det skulle vara oceaniskt. Även Ethnologue anger språket som oceaniskt.

## Ordexempel
- biŋa biŋa (krokodil)
- erone (röd)
- himo (svart)
- hinu (moln)
- kazane (kvinna)
- pilipuo (hund)
- rimoti (veta)
- ruvona (blomma)
- zeponi (namn)[3]